# Liga Mistrzów w piłce siatkowej (2008/2009)
Liga Mistrzów siatkarzy w sezonie 2008/2009 (oficjalna nazwa Indesit European Champions League 2007/2008) – 9 kolejna edycja międzynarodowych rozgrywek, organizowana przez Europejską Konfederację Piłki Siatkowej (CEV) - w ramach europejskich pucharów - dla 24 męskich klubowych zespołów siatkarskich "starego kontynentu". Najważniejsze i najbardziej prestiżowe europejskie rozgrywki klubowe w piłce siatkowej mężczyzn sezonu 2008/2009, których głównym i tytularnym sponsorem była firma Indesit.
Polska zgłosiła dwa kluby:  PGE Skra Bełchatów (Mistrz Polski sezonu 2007/2008) i Domex Tytan AZS Częstochowa (Wicemistrz Polski sezonu 2007/2008).

## Drużyny uczestniczące
| Państwo    | Drużyna                                                                      |
| ---------- | ---------------------------------------------------------------------------- |
| Włochy     | Itas Diatec Trentino Lube Banca Marche Macerata Copra Nordmeccanica Piacenza |
| Rosja      | Dinamo Moskwa Zenit Kazań Iskra Odincowo (dzika karta)                       |
| Grecja     | GS Iraklis Panathinaikos AO                                                  |
| Polska     | PGE Skra Bełchatów Domex Tytan AZS Częstochowa                               |
| Hiszpania  | Palma Volley                                                                 |
| Francja    | Paris Volley Beauvais Oise UC                                                |
| Belgia     | Knack Randstad Roeselare Noliko Maaseik                                      |
| Niemcy     | VfB Friedrichshafen                                                          |
| Austria    | aon hotVolleys Wiedeń                                                        |
| Czechy     | VK Jihostroj České Budějovice                                                |
| Holandia   | Piet Zoomers/D Apeldoorn                                                     |
| Turcja     | Fenerbahçe                                                                   |
| Słowenia   | ACH Volley Bled                                                              |
| Serbia     | Crvena zvezda Belgrad                                                        |
| Bułgaria   | CSKA Sofia (dzika karta)                                                     |
| Portugalia | Vitória SC (dzika karta)                                                     |

## Rozgrywki

### Faza grupowa

#### Grupa A
Tabela
| Lp. | Drużyna                     | Pkt | Mecze | Mecze | Mecze | Sety | Sety | Sety  | Małe punkty | Małe punkty | Małe punkty |
| Lp. | Drużyna                     | Pkt | M     | W     | P     | wyg. | prz. | ratio | zdob.       | str.        | ratio       |
| --- | --------------------------- | --- | ----- | ----- | ----- | ---- | ---- | ----- | ----------- | ----------- | ----------- |
| 1   | GS Iraklis                  | 12  | 6     | 6     | 0     | 18   | 4    | 4.500 | 544         | 461         | 1.180       |
| 2   | Domex Tytan AZS Częstochowa | 9   | 6     | 3     | 3     | 12   | 10   | 1.200 | 496         | 475         | 1.044       |
| 3   | Fenerbahçe                  | 9   | 6     | 3     | 3     | 10   | 12   | 0.833 | 476         | 513         | 0.928       |
| 4   | CSKA Sofia                  | 6   | 6     | 0     | 6     | 4    | 18   | 0.222 | 476         | 543         | 0.877       |

Źródło: cev.lu
Zasady ustalania kolejności: 1. liczba zdobytych punktów; 2. wyższy stosunek setów; 3. wyższy stosunek małych punktów.
Punktacja: zwycięstwo – 2 pkt; porażka – 1 pkt
 Wyniki 
| Data       | Godz. | Drużyna 1                   | Wynik | Drużyna 2                   | 1     | 2     | 3     | 4     | 5     | Widzów | * |
| ---------- | ----- | --------------------------- | ----- | --------------------------- | ----- | ----- | ----- | ----- | ----- | ------ | - |
| 05.11.2008 |       | GS Iraklis                  | 3:0   | CSKA Sofia                  | 34:32 | 25:22 | 25:20 |       |       |        |   |
| 05.11.2008 |       | Fenerbahçe                  | 3:0   | Domex Tytan AZS Częstochowa | 25:22 | 25:19 | 25:21 |       |       |        |   |
| 12.11.2008 |       | Domex Tytan AZS Częstochowa | 2:3   | GS Iraklis                  | 21:25 | 20:25 | 25:23 | 25:23 | 11:15 |        |   |
| 12.11.2008 |       | CSKA Sofia                  | 1:3   | Fenerbahçe                  | 22:25 | 23:25 | 25:23 | 21:25 |       |        |   |
| 09.12.2008 |       | CSKA Sofia                  | 1:3   | Domex Tytan AZS Częstochowa | 23:25 | 16:25 | 25:20 | 20:25 |       |        |   |
| 09.12.2008 |       | GS Iraklis                  | 3:1   | Fenerbahçe                  | 25:21 | 25:22 | 24:26 | 27:25 |       |        |   |
| 17.12.2008 |       | Domex Tytan AZS Częstochowa | 3:0   | CSKA Sofia                  | 25:13 | 25:20 | 25:16 |       |       |        |   |
| 17.12.2008 |       | Fenerbahçe                  | 0:3   | GS Iraklis                  | 17:25 | 7:25  | 11:25 |       |       |        |   |
| 14.01.2009 |       | Fenerbahçe                  | 3:2   | CSKA Sofia                  | 27:25 | 25:17 | 21:25 | 19:25 | 19:17 |        |   |
| 14.01.2009 |       | GS Iraklis                  | 3:1   | Domex Tytan AZS Częstochowa | 25:22 | 18:25 | 25:17 | 25:23 |       |        |   |
| 21.01.2009 |       | Domex Tytan AZS Częstochowa | 3:0   | Fenerbahçe                  | 25:21 | 25:23 | 25:19 |       |       |        |   |
| 21.01.2009 |       | CSKA Sofia                  | 0:3   | GS Iraklis                  | 24:26 | 18:25 | 27:29 |       |       |        |   |

#### Grupa B
Tabela
| Lp. | Drużyna                       | Pkt | Mecze | Mecze | Mecze | Sety | Sety | Sety  | Małe punkty | Małe punkty | Małe punkty |
| Lp. | Drużyna                       | Pkt | M     | W     | P     | wyg. | prz. | ratio | zdob.       | str.        | ratio       |
| --- | ----------------------------- | --- | ----- | ----- | ----- | ---- | ---- | ----- | ----------- | ----------- | ----------- |
| 1   | Dinamo Moskwa                 | 12  | 6     | 6     | 0     | 18   | 5    | 3.600 | 550         | 470         | 1.170       |
| 2   | Noliko Maaseik                | 9   | 6     | 3     | 3     | 11   | 10   | 1.100 | 478         | 450         | 1.062       |
| 3   | Vitória SC                    | 9   | 6     | 3     | 3     | 11   | 11   | 1.000 | 492         | 506         | 0.972       |
| 4   | VK Jihostroj České Budějovice | 6   | 6     | 0     | 6     | 4    | 18   | 0.222 | 441         | 535         | 0.824       |

Źródło: cev.lu
Zasady ustalania kolejności: 1. liczba zdobytych punktów; 2. wyższy stosunek setów; 3. wyższy stosunek małych punktów.
Punktacja: zwycięstwo – 2 pkt; porażka – 1 pkt
 Wyniki 
| Data       | Godz. | Drużyna 1                     | Wynik | Drużyna 2                     | 1     | 2     | 3     | 4     | 5     | Widzów | * |
| ---------- | ----- | ----------------------------- | ----- | ----------------------------- | ----- | ----- | ----- | ----- | ----- | ------ | - |
| 04.11.2008 |       | Dinamo Moskwa                 | 3:1   | Vitória SC                    | 25:19 | 25:19 | 29:31 | 25:21 |       |        |   |
| 04.11.2008 |       | VK Jihostroj České Budějovice | 1:3   | Noliko Maaseik                | 14:25 | 23:25 | 27:25 | 24:26 |       |        |   |
| 12.11.2008 |       | Noliko Maaseik                | 2:3   | Dinamo Moskwa                 | 20:25 | 21:25 | 25:19 | 25:20 | 11:15 |        |   |
| 12.11.2008 |       | Vitória SC                    | 3:2   | VK Jihostroj České Budějovice | 23:25 | 25:19 | 25:23 | 20:25 | 15:11 |        |   |
| 10.12.2008 |       | Dinamo Moskwa                 | 3:0   | VK Jihostroj České Budějovice | 25:13 | 25:17 | 25:21 |       |       |        |   |
| 10.12.2008 |       | Vitória SC                    | 3:0   | Noliko Maaseik                | 25:23 | 28:26 | 25:19 |       |       |        |   |
| 17.12.2008 |       | VK Jihostroj České Budějovice | 1:3   | Dinamo Moskwa                 | 25:22 | 19:25 | 22:25 | 18:25 |       |        |   |
| 17.12.2008 |       | Noliko Maaseik                | 3:0   | Vitória SC                    | 18:25 | 16:25 | 27:29 |       |       |        |   |
| 13.01.2009 |       | Dinamo Moskwa                 | 3:0   | Noliko Maaseik                | 25:21 | 25:19 | 25:17 |       |       |        |   |
| 13.01.2009 |       | VK Jihostroj České Budějovice | 0:3   | Vitória SC                    | 18:25 | 16:25 | 27:29 |       |       |        |   |
| 21.01.2009 |       | Noliko Maaseik                | 3:0   | VK Jihostroj České Budějovice | 25:22 | 25:15 | 25:17 |       |       |        |   |
| 21.01.2009 |       | Vitória SC                    | 1:3   | Dinamo Moskwa                 | 22:25 | 19:25 | 25:20 | 20:25 |       |        |   |

#### Grupa C
Tabela
| Lp. | Drużyna                    | Pkt | Mecze | Mecze | Mecze | Sety | Sety | Sety  | Małe punkty | Małe punkty | Małe punkty |
| Lp. | Drużyna                    | Pkt | M     | W     | P     | wyg. | prz. | ratio | zdob.       | str.        | ratio       |
| --- | -------------------------- | --- | ----- | ----- | ----- | ---- | ---- | ----- | ----------- | ----------- | ----------- |
| 1   | Lube Banca Marche Macerata | 11  | 6     | 5     | 1     | 16   | 6    | 2.667 | 535         | 458         | 1.168       |
| 2   | Knack Randstad Roeselare   | 10  | 6     | 4     | 2     | 13   | 7    | 1.857 | 467         | 453         | 1.031       |
| 3   | Palma Volley               | 9   | 6     | 3     | 3     | 9    | 10   | 0.900 | 427         | 437         | 0.977       |
| 4   | Crvena zvezda Belgrad      | 6   | 6     | 0     | 6     | 3    | 18   | 0.167 | 429         | 510         | 0.841       |

Źródło: cev.lu
Zasady ustalania kolejności: 1. liczba zdobytych punktów; 2. wyższy stosunek setów; 3. wyższy stosunek małych punktów.
Punktacja: zwycięstwo – 2 pkt; porażka – 1 pkt
 Wyniki 
| Data       | Godz. | Drużyna 1                  | Wynik | Drużyna 2                  | 1     | 2     | 3     | 4     | 5 | Widzów | * |
| ---------- | ----- | -------------------------- | ----- | -------------------------- | ----- | ----- | ----- | ----- | - | ------ | - |
| 05.11.2008 |       | Knack Randstad Roeselare   | 3:0   | Palma Volley               | 25:20 | 28:26 | 29:27 |       |   |        |   |
| 05.11.2008 |       | Crvena zvezda Belgrad      | 1:3   | Lube Banca Marche Macerata | 21:25 | 25:21 | 21:25 | 24:26 |   |        |   |
| 12.11.2008 |       | Lube Banca Marche Macerata | 3:1   | Knack Randstad Roeselare   | 25:15 | 25:17 | 20:25 | 25:20 |   |        |   |
| 12.11.2008 |       | Palma Volley               | 3:1   | Crvena zvezda Belgrad      | 25:20 | 20:25 | 25:18 | 25:19 |   |        |   |
| 10.12.2008 |       | Knack Randstad Roeselare   | 3:0   | Crvena zvezda Belgrad      | 25:18 | 25:16 | 25:19 |       |   |        |   |
| 10.12.2008 |       | Palma Volley               | 0:3   | Lube Banca Marche Macerata | 16:25 | 16:25 | 16:25 |       |   |        |   |
| 16.12.2008 |       | Lube Banca Marche Macerata | 3:0   | Palma Volley               | 27:25 | 28:26 | 25:10 |       |   |        |   |
| 16.12.2008 |       | Crvena zvezda Belgrad      | 0:3   | Knack Randstad Roeselare   | 20:25 | 20:25 | 22:25 |       |   |        |   |
| 13.01.2009 |       | Crvena zvezda Belgrad      | 0:3   | Palma Volley               | 20:25 | 22:25 | 17:25 |       |   |        |   |
| 13.01.2009 |       | Knack Randstad Roeselare   | 3:1   | Lube Banca Marche Macerata | 25:21 | 25:21 | 19:25 | 30:28 |   |        |   |
| 21.01.2009 |       | Lube Banca Marche Macerata | 3:1   | Crvena zvezda Belgrad      | 18:25 | 25:18 | 25:17 | 25:22 |   |        |   |
| 21.01.2009 |       | Palma Volley               | 3:0   | Knack Randstad Roeselare   | 25:21 | 25:19 | 25:19 |       |   |        |   |

#### Grupa D
Tabela
| Lp. | Drużyna                      | Pkt | Mecze | Mecze | Mecze | Sety | Sety | Sety  | Małe punkty | Małe punkty | Małe punkty |
| Lp. | Drużyna                      | Pkt | M     | W     | P     | wyg. | prz. | ratio | zdob.       | str.        | ratio       |
| --- | ---------------------------- | --- | ----- | ----- | ----- | ---- | ---- | ----- | ----------- | ----------- | ----------- |
| 1   | Copra Nordmeccanica Piacenza | 11  | 6     | 5     | 1     | 17   | 9    | 1.889 | 619         | 548         | 1.130       |
| 2   | Zenit Kazań                  | 10  | 6     | 4     | 2     | 14   | 9    | 1.556 | 529         | 503         | 1.052       |
| 3   | Paris Volley                 | 8   | 6     | 2     | 4     | 10   | 13   | 0.769 | 523         | 545         | 0.960       |
| 4   | Piet Zoomers/D Apeldoorn     | 7   | 6     | 1     | 5     | 7    | 17   | 0.412 | 484         | 559         | 0.866       |

Źródło: cev.lu
Zasady ustalania kolejności: 1. liczba zdobytych punktów; 2. wyższy stosunek setów; 3. wyższy stosunek małych punktów.
Punktacja: zwycięstwo – 2 pkt; porażka – 1 pkt
Wyniki
| Data       | Godz. | Drużyna 1                    | Wynik | Drużyna 2                    | 1     | 2     | 3     | 4     | 5     | Widzów | * |
| ---------- | ----- | ---------------------------- | ----- | ---------------------------- | ----- | ----- | ----- | ----- | ----- | ------ | - |
| 04.11.2008 |       | Paris Volley                 | 1:3   | Copra Nordmeccanica Piacenza | 19:25 | 19:25 | 28:26 | 20:25 |       |        |   |
| 04.11.2008 |       | Dynamo Apeldoorn             | 0:3   | Zenit Kazań                  | 18:25 | 18:25 | 21:25 |       |       |        |   |
| 11.11.2008 |       | Copra Nordmeccanica Piacenza | 3:1   | Dynamo Apeldoorn             | 18:25 | 25:17 | 25:17 | 25:16 |       |        |   |
| 11.11.2008 |       | Zenit Kazań                  | 3:0   | Paris Volley                 | 25:23 | 25:23 | 25:21 |       |       |        |   |
| 10.12.2008 |       | Copra Nordmeccanica Piacenza | 3:1   | Zenit Kazań                  | 22:25 | 25:23 | 25:22 | 25:22 |       |        |   |
| 10.12.2008 |       | Paris Volley                 | 3:0   | Dynamo Apeldoorn             | 25:20 | 26:24 | 25:13 |       |       |        |   |
| 18.12.2008 |       | Zenit Kazań                  | 3:2   | Copra Nordmeccanica Piacenza | 16:25 | 26:24 | 25:23 | 19:25 | 15:13 |        |   |
| 18.12.2008 |       | Dynamo Apeldoorn             | 3:2   | Paris Volley                 | 25:18 | 25:16 | 22:25 | 23:25 | 23:21 |        |   |
| 13.01.2009 |       | Paris Volley                 | 3:1   | Zenit Kazań                  | 26:24 | 25:20 | 18:25 | 25:18 |       |        |   |
| 13.01.2009 |       | Dynamo Apeldoorn             | 2:3   | Copra Nordmeccanica Piacenza | 25:23 | 25:23 | 22:25 | 14:25 | 13:15 |        |   |
| 21.01.2009 |       | Zenit Kazań                  | 3:1   | Dynamo Apeldoorn             | 25:13 | 25:19 | 24:26 | 25:20 |       |        |   |
| 21.01.2009 |       | Copra Nordmeccanica Piacenza | 3:1   | Paris Volley                 | 26:28 | 25:19 | 25:19 | 31:29 |       |        |   |

#### Grupa E
Tabela
| Lp. | Drużyna               | Pkt | Mecze | Mecze | Mecze | Sety | Sety | Sety  | Małe punkty | Małe punkty | Małe punkty |
| Lp. | Drużyna               | Pkt | M     | W     | P     | wyg. | prz. | ratio | zdob.       | str.        | ratio       |
| --- | --------------------- | --- | ----- | ----- | ----- | ---- | ---- | ----- | ----------- | ----------- | ----------- |
| 1   | Itas Diatec Trentino  | 12  | 6     | 6     | 0     | 18   | 3    | 6.000 | 510         | 411         | 1.241       |
| 2   | ACH Volley Bled       | 9   | 6     | 3     | 3     | 10   | 12   | 0.833 | 489         | 497         | 0.984       |
| 3   | Beauvais Oise UC      | 8   | 6     | 2     | 4     | 8    | 15   | 0.533 | 495         | 553         | 0.895       |
| 4   | aon hotVolleys Wiedeń | 7   | 6     | 1     | 5     | 9    | 15   | 0.600 | 523         | 556         | 0.941       |

Źródło: cev.lu
Zasady ustalania kolejności: 1. liczba zdobytych punktów; 2. wyższy stosunek setów; 3. wyższy stosunek małych punktów.
Punktacja: zwycięstwo – 2 pkt; porażka – 1 pkt
Wyniki
| Data       | Godz. | Drużyna 1             | Wynik | Drużyna 2             | 1     | 2     | 3     | 4     | 5     | Widzów | * |
| ---------- | ----- | --------------------- | ----- | --------------------- | ----- | ----- | ----- | ----- | ----- | ------ | - |
| 04.11.2008 |       | Itas Diatec Trentino  | 3:0   | ACH Volley Bled       | 25:17 | 25:18 | 25:20 |       |       |        |   |
| 04.11.2008 |       | aon hotVolleys Wiedeń | 2:3   | Beauvais Oise UC      | 25:23 | 24:26 | 22:25 | 25:23 | 13:15 |        |   |
| 11.11.2008 |       | Beauvais Oise UC      | 0:3   | Itas Diatec Trentino  | 19:25 | 16:25 | 17:25 |       |       |        |   |
| 11.11.2008 |       | ACH Volley Bled       | 3:1   | aon hotVolleys Wiedeń | 25:18 | 25:22 | 18:25 | 25:12 |       |        |   |
| 10.12.2008 |       | Itas Diatec Trentino  | 3:0   | aon hotVolleys Wiedeń | 25:18 | 25:17 | 25:17 |       |       |        |   |
| 10.12.2008 |       | ACH Volley Bled       | 3:1   | Beauvais Oise UC      | 21:25 | 25:16 | 25:18 | 25:15 |       |        |   |
| 16.12.2008 |       | Beauvais Oise UC      | 1:3   | ACH Volley Bled       | 25:20 | 23:25 | 27:29 | 23:25 |       |        |   |
| 16.12.2008 |       | aon hotVolleys Wiedeń | 2:3   | Itas Diatec Trentino  | 29:31 | 23:25 | 25:18 | 25:23 | 9:15  |        |   |
| 14.01.2009 |       | aon hotVolleys Wiedeń | 3:0   | ACH Volley Bled       | 25:22 | 25:23 | 25:16 |       |       |        |   |
| 14.01.2009 |       | Itas Diatec Trentino  | 3:0   | Beauvais Oise UC      | 25:20 | 25:17 | 25:19 |       |       |        |   |
| 21.01.2009 |       | Beauvais Oise UC      | 3:1   | aon hotVolleys Wiedeń | 28:26 | 23:25 | 26:24 | 26:24 |       |        |   |
| 21.01.2009 |       | ACH Volley Bled       | 1:3   | Itas Diatec Trentino  | 17:25 | 25:23 | 20:25 | 23:25 |       |        |   |

#### Grupa F
Tabela
| Lp. | Drużyna             | Pkt | Mecze | Mecze | Mecze | Sety | Sety | Sety  | Małe punkty | Małe punkty | Małe punkty |
| Lp. | Drużyna             | Pkt | M     | W     | P     | wyg. | prz. | ratio | zdob.       | str.        | ratio       |
| --- | ------------------- | --- | ----- | ----- | ----- | ---- | ---- | ----- | ----------- | ----------- | ----------- |
| 1   | Iskra Odincowo      | 10  | 6     | 4     | 2     | 13   | 9    | 1.444 | 493         | 494         | 0.998       |
| 2   | VfB Friedrichshafen | 9   | 6     | 3     | 3     | 13   | 10   | 1.300 | 533         | 503         | 1.060       |
| 3   | PGE Skra Bełchatów  | 9   | 6     | 3     | 3     | 9    | 10   | 0.900 | 424         | 436         | 0.972       |
| 4   | Panathinaikos AO    | 8   | 6     | 2     | 4     | 9    | 15   | 0.600 | 536         | 553         | 0.969       |

Źródło: cev.lu
Zasady ustalania kolejności: 1. liczba zdobytych punktów; 2. wyższy stosunek setów; 3. wyższy stosunek małych punktów.
Punktacja: zwycięstwo – 2 pkt; porażka – 1 pkt
Wyniki
| Data       | Godz. | Drużyna 1           | Wynik | Drużyna 2           | 1     | 2     | 3     | 4     | 5     | Widzów | * |
| ---------- | ----- | ------------------- | ----- | ------------------- | ----- | ----- | ----- | ----- | ----- | ------ | - |
| 04.11.2008 |       | Iskra Odincowo      | 3:0   | Panathinaikos AO    | 27:25 | 26:24 | 25:20 |       |       |        |   |
| 04.11.2008 |       | PGE Skra Bełchatów  | 0:3   | VfB Friedrichshafen | 22:25 | 22:25 | 18:25 |       |       |        |   |
| 13.11.2008 |       | Panathinaikos AO    | 0:3   | PGE Skra Bełchatów  | 16:25 | 27:29 | 21:25 |       |       |        |   |
| 13.11.2008 |       | VfB Friedrichshafen | 1:3   | Iskra Odincowo      | 23:25 | 16:25 | 25:19 | 21:25 |       |        |   |
| 10.12.2008 |       | PGE Skra Bełchatów  | 3:0   | Iskra Odincowo      | 25:22 | 25:22 | 25:17 |       |       |        |   |
| 10.12.2008 |       | Panathinaikos AO    | 3:2   | VfB Friedrichshafen | 26:28 | 28:30 | 25:21 | 25:19 | 10:15 |        |   |
| 17.12.2008 |       | VfB Friedrichshafen | 1:3   | Panathinaikos AO    | 25:17 | 15:25 | 28:26 | 25:18 |       |        |   |
| 17.12.2008 |       | Iskra Odincowo      | 3:0   | PGE Skra Bełchatów  | 25:14 | 25:22 | 25:20 |       |       |        |   |
| 13.01.2009 |       | Iskra Odincowo      | 1:3   | VfB Friedrichshafen | 25:23 | 19:25 | 15:25 | 22:25 |       |        |   |
| 13.01.2009 |       | PGE Skra Bełchatów  | 3:1   | Panathinaikos AO    | 25:21 | 25:23 | 17:25 | 25:17 |       |        |   |
| 21.01.2009 |       | Panathinaikos AO    | 2:3   | Iskra Odincowo      | 25:17 | 28:30 | 25:17 | 20:25 | 13:15 |        |   |
| 21.01.2009 |       | VfB Friedrichshafen | 3:0   | PGE Skra Bełchatów  | 25:22 | 25:20 | 25:18 |       |       |        |   |

### Play-off

#### 1/8 finału
| Data                                 | Drużyna 1                  | Wynik | Drużyna 2                   | 1     | 2     | 3     | 4     | 5     | * |
| ------------------------------------ | -------------------------- | ----- | --------------------------- | ----- | ----- | ----- | ----- | ----- | - |
| 11.02.2009                           | Lube Banca Marche Macerata | 3:0   | Fenerbahçe                  | 25:22 | 25:23 | 25:21 |       |       |   |
| 18.02.2009                           | Lube Banca Marche Macerata | 2:3   | Fenerbahçe                  | 25:19 | 29:27 | 16:25 | 23:25 | 13:15 |   |
| 12.02.2009                           | ACH Volley Bled            | 2:3   | Zenit Kazań                 | 28:30 | 33:31 | 25:19 | 13:25 | 10:15 |   |
| 18.02.2009                           | ACH Volley Bled            | 0:3   | Zenit Kazań                 | 18:25 | 20:25 | 19:25 |       |       |   |
| 12.02.2009                           | Copra Berni Piacenza       | 2:3   | Domex Tytan AZS Częstochowa | 23:25 | 23:25 | 25:23 | 25:17 | 14:16 |   |
| 18.02.2009                           | Copra Berni Piacenza       | 0:3   | Domex Tytan AZS Częstochowa | 22:25 | 20:25 | 23:25 |       |       |   |
| 10.02.2009                           | Palma Volley               | 0:3   | Itas Diatec Trentino        | 17:25 | 20:25 | 18:25 |       |       |   |
| 18.02.2009                           | Palma Volley               | 0:3   | Itas Diatec Trentino        | 13:25 | 14:25 | 19:25 |       |       |   |
| 11.02.2009                           | Dinamo Moskwa              | 3:2   | Skra Bełchatów              | 25:21 | 22:25 | 25:23 | 28:30 | 15:13 |   |
| 18.02.2009                           | Dinamo Moskwa              | 1:3   | Skra Bełchatów              | 25:18 | 21:25 | 21:25 | 19:25 |       |   |
| 10.02.2009                           | Noliko Maaseik             | 1:3   | Iskra Odincowo              | 21:25 | 25:20 | 16:25 | 23:25 |       |   |
| 18.02.2009                           | Noliko Maaseik             | 0:3   | Iskra Odincowo              | 16:25 | 21:25 | 21:25 |       |       |   |
| 11.02.2009                           | Knack Randstad Roeselare   | 1:3   | VfB Friedrichshafen         | 27:25 | 20:25 | 15:25 | 21:25 |       |   |
| 18.02.2009                           | Knack Randstad Roeselare   | 3:2   | VfB Friedrichshafen         | 16:25 | 25:22 | 22:25 | 25:22 | 15:11 |   |
| 12.02.2009                           | Vitória SC                 | 0:3   | GS Iraklis                  | 23:25 | 23:25 | 19:25 |       |       |   |
| 19.02.2009                           | Vitória SC                 | 2:3   | GS Iraklis                  | 13:25 | 25:21 | 25:23 | 19:25 | 9:15  |   |
| Po lewej gospodarz pierwszego meczu. |                            |       |                             |       |       |       |       |       |   |

#### Ćwierćfinały
| Data                                 | Drużyna 1                   | Wynik | Drużyna 2            | 1     | 2     | 3     | 4     | 5     | * |
| ------------------------------------ | --------------------------- | ----- | -------------------- | ----- | ----- | ----- | ----- | ----- | - |
| 04.03.2009                           | Lube Banca Marche Macerata  | 3:0   | Zenit Kazań          | 26:24 | 25:18 | 25:20 |       |       |   |
| 11.03.2009                           | Lube Banca Marche Macerata  | 2:3   | Zenit Kazań          | 25:20 | 23:25 | 25:23 | 20:25 | 11:15 |   |
| 04.03.2009                           | Domex Tytan AZS Częstochowa | 1:3   | Itas Diatec Trentino | 25:22 | 21:25 | 17:25 | 18:25 |       |   |
| 11.03.2009                           | Domex Tytan AZS Częstochowa | 0:3   | Itas Diatec Trentino | 19:25 | 14:25 | 12:25 |       |       |   |
| 03.03.2009                           | PGE Skra Bełchatów          | 3:2   | Iskra Odincowo       | 25:27 | 25:15 | 25:23 | 23:25 | 17:15 |   |
| 12.03.2009                           | PGE Skra Bełchatów          | 0:3   | Iskra Odincowo       | 20:25 | 18:25 | 16:25 |       |       |   |
| 04.03.2009                           | VfB Friedrichshafen         | 0:3   | GS Iraklis           | 21:25 | 25:27 | 18:25 |       |       |   |
| 11.03.2009                           | VfB Friedrichshafen         | 0:3   | GS Iraklis           | 18:25 | 20:25 | 26:28 |       |       |   |
| Po lewej gospodarz pierwszego meczu. |                             |       |                      |       |       |       |       |       |   |

### Final Four

#### Półfinały
| Data       | Godz. | Drużyna 1                  | Wynik | Drużyna 2            | 1     | 2     | 3     | 4     | 5 | Widzów | * |
| ---------- | ----- | -------------------------- | ----- | -------------------- | ----- | ----- | ----- | ----- | - | ------ | - |
| 04.04.2009 |       | Iskra Odincowo             | 1:3   | GS Iraklis           | 19:25 | 25:22 | 23:25 | 23:25 |   |        |   |
| 04.04.2009 |       | Lube Banca Marche Macerata | 0:3   | Itas Diatec Trentino | 21:25 | 19:25 | 23:25 |       |   |        |   |

#### Mecz o 3. miejsce
| Data       | Godz. | Drużyna 1      | Wynik | Drużyna 2                  | 1     | 2     | 3     | 4     | 5     | Widzów | * |
| ---------- | ----- | -------------- | ----- | -------------------------- | ----- | ----- | ----- | ----- | ----- | ------ | - |
| 05.04.2009 |       | Iskra Odincowo | 3:2   | Lube Banca Marche Macerata | 25:23 | 25:23 | 28:30 | 21:25 | 17:15 |        |   |

#### Finał
| Data       | Godz. | Drużyna 1  | Wynik | Drużyna 2            | 1     | 2     | 3     | 4     | 5 | Widzów | * |
| ---------- | ----- | ---------- | ----- | -------------------- | ----- | ----- | ----- | ----- | - | ------ | - |
| 05.04.2009 |       | GS Iraklis | 1:3   | Itas Diatec Trentino | 12:25 | 25:21 | 24:26 | 22:25 |   |        |   |

#### Nagrody indywidualne
Główną nagrodę dla najlepszego zawodnika edycji Ligi Mistrzów 2008/2009 otrzymał Marcus Nilsson (GS Iraklis)
| Najlepszy zawodnik (MVP)  | Najlepszy punktujący     | Najlepszy atakujący    | Najlepszy blokujący         | Najlepszy zagrywający         | Najlepszy przyjmujący          | Najlepszy libero            | Najlepszy rozgrywający       |
| ------------------------- | ------------------------ | ---------------------- | --------------------------- | ----------------------------- | ------------------------------ | --------------------------- | ---------------------------- |
| Matej Kazijski (Trentino) | Jochen Schöps (Odincowo) | Martin Lébl (Macerata) | Michał Winiarski (Trentino) | Emanuele Birarelli (Trentino) | Płamen Konstantinow (Saloniki) | Aleksiej Wierbow (Odincowo) | Aleksander But'ko (Odincowo) |

## Klasyfikacja końcowa
| Miejsce | Drużyna                    |
| ------- | -------------------------- |
| złoto   | Itas Diatec Trentino       |
| srebro  | GS Iraklis                 |
| brąz    | Iskra Odincowo             |
| 4.      | Lube Banca Marche Macerata |